# Vasco Perez Pardal
Vasco Perez Pardal (fl. XIII secolo) è stato un trovatore, possibilmente portoghese, attivo verso la fine del XIII secolo alla corte di Alfonso X.
È autore di tredici componimenti poetici: tre cantigas de amor, cinque cantigas de amigo, quattro cantigas de escarmio e una tenzón con Pedro Amigo de Sevilha. 